# AIRPod
AIRPod — прототип работающего на альтернативном источнике энергии автомобиля (воздухомобиль), разрабатываемого французской компанией Motor Development International (MDI). В качестве топлива предложено использовать сжатый воздух. 
Первый прототип экологически чистого автомобиля уже проехал[когда?]

 (2008?) по дорогам Прованса.
Планируется выпуск AIRPod в трёх модификациях, отличающихся количеством пассажирских мест и объёмом для хранения и перевозки грузов.

## Описание
AIRPod — небольшой трехместный автомобиль, немного похожий на пузырь, является результатом идей основателей компании отца и сына Негрэ. Негрэ-старший ещё в начале 1990-х годов получил патент на технологию пневматически-пропеллерного двигателя. Такой двигатель вырабатывает механическую энергию за счёт вращаемых потоками воздуха лопастей.
Использование композиционных материалов при создании AIRPod позволило сократить общий вес разработки. Автомобиль весит около 220 кг, при этом около 80 кг приходятся на баллон со сжатым воздухом. Давление в баллоне достигает порядка 350 атмосфер. 
Предельная дальность поездки на одном баллоне воздуха составляет 220 км, а максимальная скорость AIRPod достигает 70 км/ч. При этом заправка баллона сжатым воздухом обойдется владельцу всего в 1,5 евро.
Управление автомобилем происходит джойстиком, расположенном на передней панели автомобиля. При этом структура салона организована так, что место водителя находится спереди, а два пассажирских позади него.

## Интерес и критика
Власти Парижа, заинтересованные разработкой, планировали создать сеть почасовой аренды AIRPod. В то же время, власти Бордо планировали заменить все городские такси на новый экологически чистый автомобиль.
Тем не менее, у AIRPod существует один существенный недостаток. Пропеллерный двигатель AIRPod не запускается при низких температурах. Разработчики пока не смогли придумать решение этой проблемы, и рекомендуют свою разработку для использования в качестве персонального транспорта в курортных зонах.
Некоторые критики, несмотря на перспективность новинки, отмечают малую эффективность AIRPod, ссылаясь на примерно равное количество вырабатываемой энергии при расходе одного баллона сжатого воздуха и галлона (3,78 литров) бензина.